# Championnat d'Union soviétique de football 1967
Navigation
Saison 1966 Saison 1968

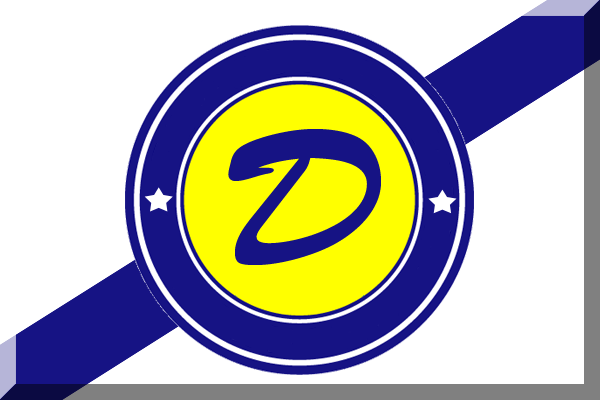

La saison 1967 de Pervaïa Grouppa A est la 29e édition du championnat de première division en Union soviétique. Dix-neuf clubs sont regroupés au sein d'une poule unique où les équipes se rencontrent deux fois, à domicile et à l'extérieur. À la fin du championnat, aucun club n'est relégué et le meilleur club de deuxième division est promu pour faire passer le championnat à 20 équipes.
C'est le club du Dynamo Kiev, tenant du titre, qui remporte à nouveau le championnat après avoir terminé en tête du classement final, avec cinq points d'avance sur le Dynamo Moscou et neuf sur le Dinamo Tbilissi. C'est le 3e titre de champion d'Union soviétique de l'histoire du club.

## Clubs participants
- Premier tour de la Coupe des clubs champions 1967-1968
- Premier tour de la Coupe des coupes 1967-1968
- Promu de deuxième division

| Club                      | Présent depuis | Classement 1966 | Entraîneur              |
| ------------------------- | -------------- | --------------- | ----------------------- |
| Dynamo Kiev               | 1936           | 1er             | Viktor Maslov           |
| SKA Rostov                | 1959           | 2e              | Iosif Betsa             |
| Neftianik Bakou           | 1960           | 3e              | Ahmad Alaskarov (en)    |
| Spartak Moscou            | 1936           | 4e              | Nikita Simonian         |
| CSKA Moscou               | 1954           | 5e              | Vsevolod Bobrov         |
| Torpedo Moscou            | 1938           | 6e              | Valentin Ivanov         |
| Dinamo Tbilissi           | 1936           | 7e              | Viatcheslav Soloviov    |
| Dinamo Moscou             | 1936           | 8e              | Konstantin Beskov       |
| Pakhtakor Tachkent        | 1965           | 9e              | Boris Arkadiev          |
| Chakhtior Donetsk         | 1955           | 10e             | Oleg Ochenkov           |
| Dinamo Minsk              | 1960           | 11e             | Aleksandr Sevidov       |
| Kaïrat Almaty             | 1966           | 12e             | Alekseï Grinine (en)    |
| Ararat Erevan             | 1966           | 13e             | Artiom Falian (en)      |
| Tchernomorets Odessa      | 1965           | 14e             | Nikolaï Morozov         |
| Torpedo Koutaïssi         | 1962           | 15e             | Anatoli Norakidze (pl)  |
| Zénith Léningrad          | 1938           | 16e             | Arkadi Alov (en)        |
| Lokomotiv Moscou          | 1965           | 17e             | Valentin Bouboukine     |
| Krylia Sovetov Kouïbychev | 1962           | 18e             | Viktor Karpov (ru)      |
| Zaria Lougansk            | 1967           | 1er (D2)        | Ievgueni Gorianski (en) |

### Changements d'entraîneurs
| Club                 | Entraîneur partant        | Date de départ | Entraîneur arrivant | Date d'arrivée |
| -------------------- | ------------------------- | -------------- | ------------------- | -------------- |
| CSKA Moscou          | Sergueï Chapochnikov (en) | mai 1967       | Vsevolod Bobrov     | mai 1967       |
| Spartak Moscou       | Sergueï Salnikov          | juillet 1967   | Nikita Simonian     | juillet 1967   |
| Torpedo Moscou       | Nikolaï Morozov           | juillet 1967   | Valentin Ivanov     | août 1967      |
| Tchernomorets Odessa | Valentin Fiodorov (en)    | octobre 1967   | Nikolaï Morozov     | octobre 1967   |

## Compétition
Le barème de points servant à établir le classement se décompose ainsi :
- Victoire : 2 points
- Match nul : 1 point
- Défaite : 0 point